# Dario Deidda

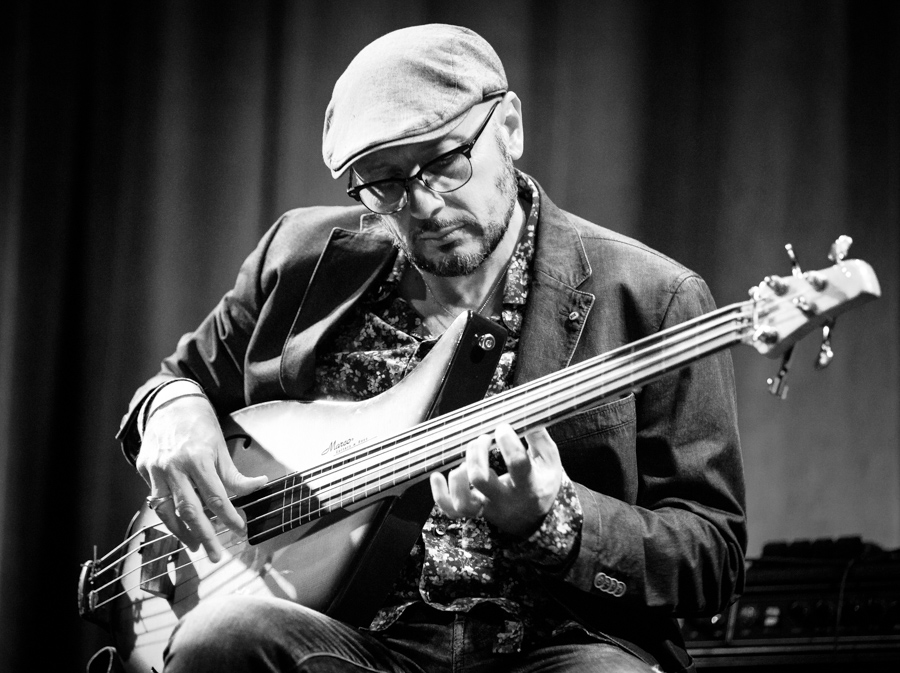
Dario Deidda bei einem Auftritt auf dem Oslo Jazzfestival 2017

Dario Deidda (* 1. März 1968 in Salerno) ist ein italienischer Jazzmusiker (Kontrabass, E-Bass).

## Leben und Wirken
Deidda stammt aus einer musikalischen Familie; beide Elternteile spielten Piano; sein Bruder Sandro ist gleichfalls Jazzmusiker. Er selbst begann im Alter von sechs Jahren Schlagzeug zu spielen, verliebte sich jedoch bald in den Kontrabass. Er absolvierte das Konservatorium und studierte zudem E-Bass und Klavier. 
Deidda gehörte zu den Bands von Ettore Fioravanti und Roberto Gatto. Weiterhin arbeitete er mit Danilo Rea, Paolo Fresu, Maria Pia De Vito, Antonello Salis, Stefano Di Battista, Enrico Pieranunzi, Flavio Boltro, Franco D’Andrea oder Tullio De Piscopo. Weiterhin trat er mit James Moody, George Coleman, Kirk Lightsey, Mulgrew Miller, Kurt Rosenwinkel, Dave Liebman, Randy Brecker, Bob Mintzer, Benny Golson und Vinnie Colaiuta auf. Mehrfach begleitete er Carl Anderson und Pino Daniele auf Tournee.
Deidda war als Sideman an mehr als 60 Alben beteiligt, unter anderem mit Salvatore Bonafede, Jean-Pierre Como, Rosario Giuliani, Nicola Conte, Enrico Rava oder Fiorella Mannoia. Unter eigenem Namen nahm er 2003 mit Julian O. Mazzariello und Stéphane Huchard, das Album 3 from the Ghetto auf. Gemeinsam mit Tom Harrell, Maurizio Giammarco, Fabio Zeppetella und Fabrizio Sferra spielte er The Auditorium Session ein. 2017 folgte sein Album My Favorite Strings vol.1 (im Duo mit Perkussionist Gegè Telesforo). 2019 veröffentlichte er mit Roberto Tarenzi und Roberto Pistolesi 11 Little Things. 
Seit 2004 unterrichtet Deidda Jazz am Konservatorium von Salerno. Zwischen 2010 und 2017 hat er acht Mal nacheinander die Jazz It Awards als bester Jazz-E-Bass-Spieler gewonnen.